# Teano (estación)
Teano es una estación de la Línea C del Metro de Roma.
Se encuentra en Vía Teano, cerca de Vía dei Gordiani y Vía Prenestina, un área en la que hay escuelas y centros deportivos. Es accesible tanto desde Via Teano como desde Viale Partenope y tiene un gran atrio con ventanas ubicadas al nivel de la calle para iluminarse con luz solar. Esta sala está destinada a albergar servicios comerciales y eventos culturales.

## Historia

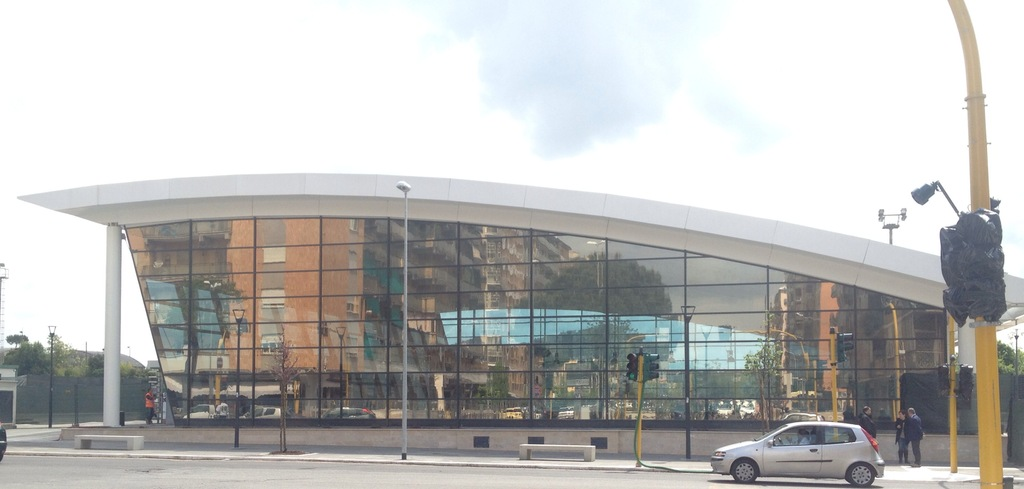
El edificio de la estación.

Las obras se inauguraron en julio de 2007. La estación, terminada en enero de 2015 y confiada a la empresa de transporte público romana ATAC para el pre-ejercicio el 12 de mayo de 2015. Entró en servicio el 29 de junio de 2015.
Hay un aparcamiento de cambio cerca de ella. Los muelles de la estación están superpuestos, lo que predispone a una sucursal directa de Ponte Mammolo y se llama Línea C1, un proyecto que, sin embargo, ha sido archivado.

## Intercambios
- Para de autobús ATAC.

## Monumentos y lugares de interés
- Villa Gordiani